# Syrphophagus hofferi
Syrphophagus hofferi är en stekelart som först beskrevs av Hayat 1973.  Syrphophagus hofferi ingår i släktet Syrphophagus och familjen sköldlussteklar. Inga underarter finns listade i Catalogue of Life.